# Desigualdad de Cauchy-Bunyakovsky-Schwarz
En matemáticas, la desigualdad de Cauchy-Bunyakovsky-Schwarz, también conocida como desigualdad de Schwarz, desigualdad de Cauchy o desigualdad de Cauchy-Schwarz, es una desigualdad que se encuentra en diversas áreas de la matemática, como el álgebra lineal, el análisis matemático y la teoría de probabilidades.
La desigualdad para sumas fue publicada por Augustin Louis Cauchy (1821), mientras que la correspondiente desigualdad para integrales fue establecida por Viktor Yakovlevich Bunyakovsky (1859) y redescubierta por Hermann Amandus Schwarz (1888).

## Desigualdad de Cauchy-Schwarz
Sea {\displaystyle V} un espacio vectorial complejo con producto escalar. Los vectores {\displaystyle u,v\in V}, cumplen la desigualdad de Cauchy-Schwarz.
{\displaystyle |(u,v)|^{2}\leq (u,u)(v,v)}
Donde {\displaystyle (\cdot ,\cdot )} es el producto escalar.
Demostración
Tomemos la  combinación de vectores {\displaystyle \lambda u-\mu v}, con {\displaystyle \lambda ,\mu \in \mathbb {C} }. El producto de este vector por sí mismo es siempre mayor o igual que cero, por las propiedades del producto escalar.
{\displaystyle (\lambda u-\mu v,\lambda u-\mu v)\geq 0}
Aplicando la linealidad por la derecha del producto escalar, se puede desarrollar la expresión anterior.
{\displaystyle |\lambda |^{2}(u,u)-{\bar {\lambda }}\mu (u,v)-{\bar {\mu }}\lambda (v,u)+|\mu |^{2}(v,v)\geq 0}
Esta desigualdad debe cumplirse para cualquier valor de los escalares {\displaystyle \lambda } y {\displaystyle \mu }. En particular, se cumple para {\displaystyle \lambda =(u,v)},{\displaystyle \mu =(u,u)}. Sustituyendo estos valores en la desigualdad:
{\displaystyle |(u,v)|^{2}(u,u)-2|(u,v)|^{2}(u,u)+(u,u)^{2}(v,v)\geq 0}
Y finalmente:
{\displaystyle (u,u)(v,v)\geq |(u,v)|^{2}}
Q.E.D
La desigualdad se satura (se vuelve igualdad) si y solo si los vectores son linealmente dependientes entre sí.

## Caso Particular: Desigualdad en un espacio vectorialV{\displaystyle V}sobreRn{\displaystyle \mathbb {R} ^{n}}
Sean {\displaystyle a_{1},...,a_{n}} y {\displaystyle b_{1},...,b_{n}} números reales cualesquiera.
| Desigualdad de Cauchy-Bunyakovsky-Schwarz {\displaystyle \left(\sum _{k=1}^{n}{a_{k}b_{k}}\right)^{2}\leq \left(\sum _{k=1}^{n}{a_{k}^{2}}\right)\left(\sum _{k=1}^{n}{b_{k}^{2}}\right)} Además la igualdad se verifica si y sólo si existe un número real {\displaystyle x} tal que {\displaystyle a_{k}x+b_{k}=0} para cada {\displaystyle k=1\dots n.} |

### Demostración
Una suma de cuadrados no puede ser nunca negativa. Por lo tanto tenemos lo siguiente:
{\displaystyle \sum _{k=1}^{n}{(a_{k}x+b_{k})^{2}}={\Bigl (}\sum _{k=1}^{n}{a_{k}^{2}}{\Bigr )}x^{2}+2{\Bigl (}\sum _{k=1}^{n}{a_{k}b_{k}}{\Bigr )}x+\sum _{k=1}^{n}{b_{k}^{2}}\geq 0}
para todo número real {\displaystyle x}; y se cumple la igualdad si y sólo si cada término de la suma ({\displaystyle a_{k}x+b_{k}}, para todo k) es igual a cero.
Esta desigualdad puede escribirse en la forma:
{\displaystyle Ax^{2}+2Bx+C\geq 0}
donde:
{\displaystyle A=\sum _{k=1}^{n}{a_{k}^{2}},\quad B=\sum _{k=1}^{n}{a_{k}b_{k}},\quad C=\sum _{k=1}^{n}{b_{k}^{2}}}
La ecuación anterior determina un polinomio cuadrático que no podrá tener dos raíces reales porque siempre es mayor o igual que 0. Por lo tanto su discriminante debe ser menor o igual que cero:
{\displaystyle \Delta =(2B)^{2}-4AC=4(B^{2}-AC)\leq 0,}
Por lo tanto:
{\displaystyle B^{2}\leq AC}, y esta es la desigualdad de Cauchy-Schwarz.

Utilizando notación vectorial, la desigualdad de Cauchy-Schwarz toma la forma:
{\displaystyle (a\cdot {}b)^{2}\leq \left\|{a}\right\|^{2}\left\|{b}\right\|^{2}}
donde 
{\displaystyle a=(a_{1},...,a_{n}),b=(b_{1},...,b_{n})} son dos vectores n-dimensionales, {\displaystyle a\cdot {}b=\sum _{k=1}^{n}{a_{k}b_{k}}} es su producto escalar y {\displaystyle \left\|{a}\right\|={\sqrt[{}]{(a\cdot {}a)}}} es la norma de a.

### Curiosidades
- La desigualdad de Cauchy-Bunyakovsky-Schwarz se puede probar con un caso particular de la Desigualdad de Hölder, con p = q = 2.

- La desigualdad de Cauchy-Bunyakovsky-Schwarz se puede probar con un caso particular de la Identidad de Lagrange, incluso para el caso de los números complejos.
- La desigualdad de Cauchy-Bunyakovsky-Schwarz se usa para probar que el producto escalar es una función continua con respecto a la topología inducida por el mismo producto escalar.
- La desigualdad de Cauchy-Bunyakovsky-Schwarz se usa para probar la desigualdad de Bessel.
- La formulación general del principio de incertidumbre de Heisenberg se deriva usando la desigualdad de Cauchy-Bunyakovsky-Schwarz sobre el producto escalar definido en el espacio de las funciones de onda físicas.